# Bijou Park
Bijou Park – dzielnica miasta South Lake Tahoe w Stanach Zjednoczonych, w stanie Kalifornia, w hrabstwie El Dorado. Do 1965 r. obszar niemunicypalny.